# グラハム・ワタナベ
グラハム・ワタナベ（Graham Watanabe, 1982年3月19日 - ）は、アメリカ合衆国出身、日系人4世のスノーボード選手である。

## 概要
スノーボード男子クロス競技の選手である。
アメリカ合衆国アイダホ州の生まれであり、2008年現在はユタ州に在住している。曽祖父母が日本人であるが、先祖の出身地や日本国内の親族は不明であるという。

## 主な成績
- 2006年トリノオリンピックスノーボードクロス予選29位
- 2004年9月 スノーボードワールドカップチリ大会 スノーボード男子クロス優勝
- 2008年2月 スノーボードワールドカップ日本大会（郡上市） スノーボード男子クロス優勝[1]
- 2009年ウインターエックスゲームズスノーボードクロス銀メダル
- 2009年スノーボード世界選手権スノーボードクロス6位
- 2010年バンクーバーオリンピックスノーボードクロス1/8ファイナル敗退